# Plant Robert
Pour les articles homonymes, voir Robert.
Le Plant Robert est une variété de raisin gamay. Longtemps oublié, il en subsistait quelques plants presque à l'abandon sur de rares parchets dans la région d'Épesses en Suisse. L'intervention de plusieurs vignerons de Lavaux a permis de pérenniser ce cépage.

## Historiques
La première mention du Plant Robert remonte à la fin du XIXe siècle. On le retrouve vingt ans plus tard dans Les cépages greffons ou essais d’ampelographie vaudoise (1911) de MM. Burnat & Anken.
Ce n’est que dans les années 1965-1970 qu'il fut repris et multiplié par Robert Monnier et replanté sur le domaine de la commune de Cully par son frère Jacques Monnier, municipal, responsable des vignes de l'époque. L'exclusivité de la récolte du Plant Robert fut destinée à l'Auberge du Raisin dont le chef, Adolfo Blokbergen, le fit connaître. Le premier millésime commercialisé sous le nom de Plant Robert sort en 1978.
Depuis, une association s’est formée, nommée les 3R, en vue de préserver ce cépage dans la région de Lavaux et que l’on retrouve sous 3 dénominations: Plant Robert, Plant Robaz et Plant Robez.
Le Plant Robert demande à demeurer en cave 3 à 4 ans avant d’atteindre sa maturité qu’il conserve encore 4 ou 5 ans. Cependant, lors de grands millésimes, il peut facilement se bonifier pendant une dizaine d’années. Il possède suffisamment de charpente pour accompagner des mets rustiques. Toutefois, sa finesse en fait un parfait compagnon de plats plus sophistiqués et gastronomiques. Il vaut mieux par contre éviter les plats fortement corsés qui écraseraient cette spécialité.
Les avancées dans le décryptage de l'ADN ont montré que le Plant Robert est une variété du gamay. Il n'est pas homologué par la Station fédérale de recherche agronomique suisse, qui estime qu'il s'agit d'une lointaine dégénérescence de celui-ci. Son élevage est exigeant et doit être continuellement surveillé, car le cépage s'abâtardit très rapidement par mutations spontanées.